# Tewu
Tewu (zapis stylizowany: TeWu), dawniej Tuwandaal – polski zespół hip-hopowy założony w 1992 roku w Świętochłowicach przez Tomasza „Dono” Donocika.

## Historia
Od 1992 roku pod nazwą Tuwandaal grupa działała w polskim undergroundzie wspólnie z kilkoma śląskimi grupami w składzie Dono, Pik, Angry Man. W drugiej części lat 90. XX w. nastąpiły przetasowania, z pierwotnego składu został Dono, do którego dołączył Gee oraz Nedziol, to zaowocowało wydaniem kilku utworów w poznańskiej firmie P.H. Kopalnia, w latach późniejszych R.R.X. założonej przez Krzysztofa Kozaka.
W 2004 roku powstała pierwsza oficjalna płyta Tewu – Wyrwani ze snu. Wydawnictwo ukazało się nakładem należącej do zespołu krótkotrwałej oficyny Wyrwani Recordz. Teledysk do utworu „Tempo” przez dłuższy cieszył się popularnością, był emitowany m.in. przez stację telewizyjną MTV Polska. W latach 2004–2006 grupa zagrała dużą ilość koncertów w całej Polsce oraz pojawiła się w wielu programach telewizyjnych. Po 2 latach przerwy od wydania pierwszego materiału członkowie zespołu rozpoczęli nagrania kolejnej płyty, do współpracy zaprosili takich artystów jak: Peja, Flexxip, Trish, Fu, Bolec oraz śląska grupę 3 Blox. Po kilku miesiącach prac w studio HH Poland powstała płyta Ślad po sobie zawierająca ponad jedną godzinę materiału.
W 2007 roku powstał pierwszy z pięciu klipów do utworu „Łap łap nowy TEWU Rap”, następnie teledysk do utworu „Pokusa” z udziałem Justyny Kamińskiej z Katowic oraz klip do utworu „My i wy” z gościnnym udziałem Pei. W 2008 powstały kolejne klipy: „Hono tu” oraz „9.03.2008” do miksu złożonego z trzech utworów „Stara szkoła”, „Panika” oraz „Ślad po sobie”.
W 2012 ukazał się kolejny album Epidemia. Wydawnictwo ukazało się 24 listopada nakładem wytwórni muzycznej RPS Enterteyment w dystrybucji Fonografiki. Gościnnie w nagraniach wzięli udział Solei, WSRH, Carma, Sheri, ŻARY JLB, Żeton, Specyfiq, Viruz oraz MDM. Album promowały trzy teledyski „Epidemia”, „Bo chodzi o to” oraz „Świry”.
Od płyty Ślad po sobie zespół działa w składzie Cham-Pion, G2E, Dono.
Inne produkcje:
Cham-Pion poza działalnością z Tewu udzielał się w składzie Ludwik, PROJEKT 12 oraz Recluz.
Dono poza działalnością z Tewu ma na swoim koncie dwa albumy solowe Daj mi wiarę oraz Oto Dono, wchodzi również w skład ekipy Recluz.
G2E materiał solowy w planach.

## Dyskografia
Albumy
| Rok  | Album                                                                      |
| ---- | -------------------------------------------------------------------------- |
| 2004 | Wyrwani ze snu - Data: 23 lutego 2004 - Wydawca: Wyrwani Recordz           |
| 2008 | Ślad po sobie - Data: 29 listopada 2008 - Wydawca: Fonografika             |
| 2012 | Epidemia - Data: 24 listopada 2012 - Wydawca: RPS Enterteyment/Fonografika |

Inne
| Rok  | Utwór                                     | Album                                                                 |
| ---- | ----------------------------------------- | --------------------------------------------------------------------- |
| 1998 | „Mroczne zauroczenie” (jako Tuwandaal)    | Znasz zasady (kompilacja R.R.X.)                                      |
| 1998 | „Chwilowe urojenia (600 Remix)”           | Hiphopowy raport z osiedla w najlepszym wykonaniu (kompilacja R.R.X.) |
| 1999 | „Im gorzej tym lepiej”                    | Klan Nr 6 (kompilacja)                                                |
| 2003 | „Tempo” (teledysk)                        | Klan Nr 31 (kompilacja)                                               |
| 2004 | „Roluj, roluj” (WhiteHouse, gośc. TeWu)   | Kodex 2: Proces                                                       |
| 2007 | „Smycz” (Styl V.I.P., gośc. TeWu)         | Wyjść na prostą                                                       |
| 2008 | „Podaj dalej” (Bezimienni, gośc. TeWu)    | Walka                                                                 |
| 2008 | „My i wy” (Slums Attack, gośc. TeWu)      | Piętnastak Live                                                       |
| 2012 | „Colabo” (Slums Attack, gośc. Onyx, TeWu) | CNO2                                                                  |

## Teledyski
| Rok  | Tytuł                                       | Reżyseria/Realizacja  | Album          |
| ---- | ------------------------------------------- | --------------------- | -------------- |
| 2003 | „Z nimi ruszaj”                             | Grupa 13              | Wyrwani ze snu |
| 2003 | „Tempo”                                     | Grupa 13              | Wyrwani ze snu |
| 2004 | „Podbij tyłek”                              | Grupa 13              | Wyrwani ze snu |
| 2007 | „Łap łap nowy Tewu rap”                     | Grupa 13              | Ślad po sobie  |
| 2007 | „Pokusa”                                    | Tomasz Kępiński       | Ślad po sobie  |
| 2008 | „My i wy” (gośc. Peja)                      | Tomasz Kępiński       | Ślad po sobie  |
| 2009 | „Hono tu”                                   | Tomasz Kępiński       | Ślad po sobie  |
| 2009 | „Stara szkoła” / „Panika” / „Ślad po sobie” | Tomasz Kępiński, Dono | Ślad po sobie  |
| 2012 | „Epidemia”                                  | Grupa 13              | Epidemia       |
| 2013 | „Świry” (gościnnie WSRH)                    | Lokaii Studio         | Epidemia       |
| 2013 | „Bo chodzi o to”                            | Lokaii Studio         | Epidemia       |